# Joaquim Amat-Piniella
Joaquim Amat-Piniella (Manresa, 22 de noviembre de 1913 - Hospitalet de Llobregat, 3 de agosto de 1974) fue un escritor español, superviviente del campo de concentración de Mauthausen en la Segunda Guerra Mundial.
Joaquim Amat-Piniella participó en diversas actividades culturales y políticas durante los años 30, y fue dirigente de Esquerra Republicana de Catalunya. Luchó en el frente de Andalucía durante la guerra civil española. Acabada la guerra, huyó a Francia, donde fue internado en el Campo de concentración de Argelès-sur-Mer y en el de Saint-Cyprien, y después fue movilizado como trabajador forzoso.
Como muchos republicanos españoles, en 1940 fue deportado por los alemanes al Campo de exterminio de Mauthausen, donde pasó cinco años, hasta que fue liberado por las tropas estadounidenses y pudo retornar a Cataluña en 1946. Relató su experiencia y las atrocidades del nazismo en forma novelada en el libro K.L. Reich (Konzentrationslager Reich), que no consiguió publicar hasta 1962. En 1962, junto con otros compañeros exdeportados, fundó el Amical de Mauthausen.